# Maeve Binchy
Œuvres principales
- Light a Penny Candel
- Le Cercle des amies
- Sur la route de Tara
- Noces irlandaises
- The Glass Lake

Maeve Binchy, née le 28 mai 1939 à Dalkey en Irlande et morte le 30 juillet 2012 à Dublin (Irlande), est une romancière et chroniqueuse irlandaise.

## Biographie
Maeve Binchy naît le 28 mai 1939 à Dalkey dans le comté de Dublin.
Après des études à l'université de Dublin, elle travaille dans l'enseignement comme professeur d'Histoire. Parallèlement, elle écrit des textes pendant ses vacances d'été. En 1969, une de ses histoires est publiée dans le journal The Irish Times. Maeve commence une activité de correspondante et part s'installer à Londres. C'est là qu'elle rencontre son mari, Gordon Snell, présentateur de la BBC et auteur de livres pour enfants. Maeve décide alors de se consacrer à l'écriture de romans et de nouvelles. Sa première nouvelle, Light a penny Candle, a été publiée en 1982. 
La plupart de ses romans se déroulent en Irlande et décrivent les tensions entre la vie des cités et celle des campagnes, le contraste entre l'Angleterre et l'Irlande, et les profondes mutations qu'a subies ce pays depuis la fin de la Seconde Guerre mondiale. En trente ans, Maeve Binchy a vendu plus de 40 millions de romans et de nouvelles traduits en 37 langues.
Son roman, Circle of Friends (Le Cercle des amies dans la version française), a été adapté au cinéma par Hollywood en 1995. Le film est joué notamment par les acteurs Chris O'Donnell et Minnie Driver. Tara Road, le film de Gillies MacKinnon, sorti en 2005, est basé sur le livre éponyme de Binchy.
Trois de ses romans publiés après 2006 Outre-Manche demeurent non traduits : Whitehorn Woods, Heart and Soul et Minding Frankie.
En 1978, Binchy remporte le prix Jacob (Jacob Award) avec Deeply Regretted By (Sincèrement regretté de…), une dramatique diffusée sur RTÉ, la chaîne télévisée nationale. L'acteur Donall Farmer reçoit également une récompense.
Maeve Binchy annonce en 2000 qu'elle n'écrira plus de romans, et qu'elle consacrera désormais le plus clair de son temps à d'autres activités, en compagnie de son mari Gordon Snell. Elle a toutefois publié trois romans supplémentaires après ces déclarations : Quentins, Night of Rain and Stars et Whitethorn Woods.
Elle décède à Dublin le 30 juillet 2012.

## Thèmes
Maeve Binchy est un écrivain de la condition féminine dans la tradition de Jane Austen,. Ses romans ont pour sujet des problèmes traditionnels auxquels les femmes sont confrontées : mariage, divorce, liaisons amoureuses tumultueuses, avortement, escroqueries, endettement. Son originalité consiste à les décrire dans le contexte de l'Irlande du XXe siècle. Les protagonistes travaillent souvent dans la restauration (Quentins ou Scarlet Feather), ou l'hôtellerie ( Evening Class, Light a Penny Candle). Binchy aime à jouer du contraste entre familles issues de la classe ouvrière et membres des classes supérieures. 
L'Église catholique romaine est présente dans ses écrits. Certains romans ont pour personnages principaux des prêtres catholiques ou des  religieuses. Ce thème se fait plus rare avec le déclin de l'influence de l'Église. 
Tandis que certains romans forment des récits indépendants (Circle of Friends, Light a Penny Candle), d'autres, en revanche, se suivent et mettent en scène des personnages récurrents. C'est le cas de Copper Beech, Silver Wedding, The Lilac Bus, Evening Class. Ses derniers romans (Evening Class, Scarlet Feather, Quentins et Tara Road) suivent les destins croisés des mêmes personnages.

## Publications

### Romans traduits en français
- Gens d'Irlande (1994) (The Lilac Bus)
- Les Secrets de Shancarrig, 1995 (The Copper Beech, 1992)
- Portraits de femmes, 1997
- Le Cercle des amies, 1997 (Circle of Friends, 1990)
- Le Lac aux sortileges, 1998 (The Glass Lake, 1994)
- Cours du soir, 1998 (Evening Class, 1996)
- Sur la route de Tara, 1999  (Tara Road, 1998)
- Tout changera cette année, 2000
- C'était pourtant l'été, 2000
- Histoires de rencontres, 2000
- Noces irlandaises, 2002
- Les Saveurs de la vie, 2003 (Scarlet Feather, 2000)
- Retour en Irlande, 1989 (Firefly Summer, 1987)
- En dînant chez Quentin (avec Michèle Garène), 2005 (Quentins, 2002)
- Nos rêves de Castlebay, 2005
- Danse d'une nuit d'été, 2007

### Nouvelles
Binchy a également publié une série de nouvelles, comprenant notamment :
- Victoria Line, Central Line (London Transports)
- Dublin 4
- This Year It Will Be Different
- The Return Journey (1998)
- The Return Journey and other Stories

En 2014, une collection de 36 nouvelles inédites non publiées que Maeve Binchy avait écrites au cours d'une période de plusieurs décennies a été publiée sous le titre Chestnut Street.
En 2015, une autre collection de 41 nouvelles a été publiée, sous le titre A Few of the Girls.
- Chestnut Street (2014)
- A Few of the Girls (2015)

### Autres ouvrages
- Star Sullivan (entre nouvelle et roman)
- Deeply Regretted By (pièce de théâtre)
- Aches and Pains (non-fiction)
- Finbar's Hotel (en collaboration)
- Ladies Night at Finbar's Hotel (contribution)
- Irish Girls About Town (2002) (rédaction avec Cathy Kelly et Marian Keyes).